# Hemsleyna
Hemsleyna là một chi thực vật có hoa trong họ Malpighiaceae.

## Loài
Chi Hemsleyna gồm các loài: